# Lauroppia motasi
Lauroppia motasi är en kvalsterart som beskrevs av Vasiliu och Ivan 1999. Lauroppia motasi ingår i släktet Lauroppia och familjen Oppiidae. Inga underarter finns listade i Catalogue of Life.